# 天能動力
天能動力國際有限公司（港交所：0819）是一間中國的動力電池生產商，主要生產基設於浙江省长兴县。
2007年5月，天能動力在香港進行公開招股，招股價介乎1.48至1.92港元，最高集資5.76億元。
2011年8月，天能動力旗下的天能電池（蕪湖）有限公司、浙江天能電池江蘇新能源有限公司及浙江天能電池（江蘇）有限公司被中國環境保護部要求廠房停產整改，該3家公司佔天能動力54%總產能，天能動力股價在之後的交易日下跌超過13%後停牌。天能動力指江蘇兩家廠房停產是為了搬遷職工公寓。

## 外部連結
- 天能動力公司網站（页面存档备份，存于）